# Liste von Persönlichkeiten der Stadt Nördlingen
Diese Liste von Persönlichkeiten der Stadt Nördlingen umfasst Söhne und Töchter der Stadt sowie weitere Persönlichkeiten, die in Nördlingen gewirkt haben.

## Söhne und Töchter der Stadt

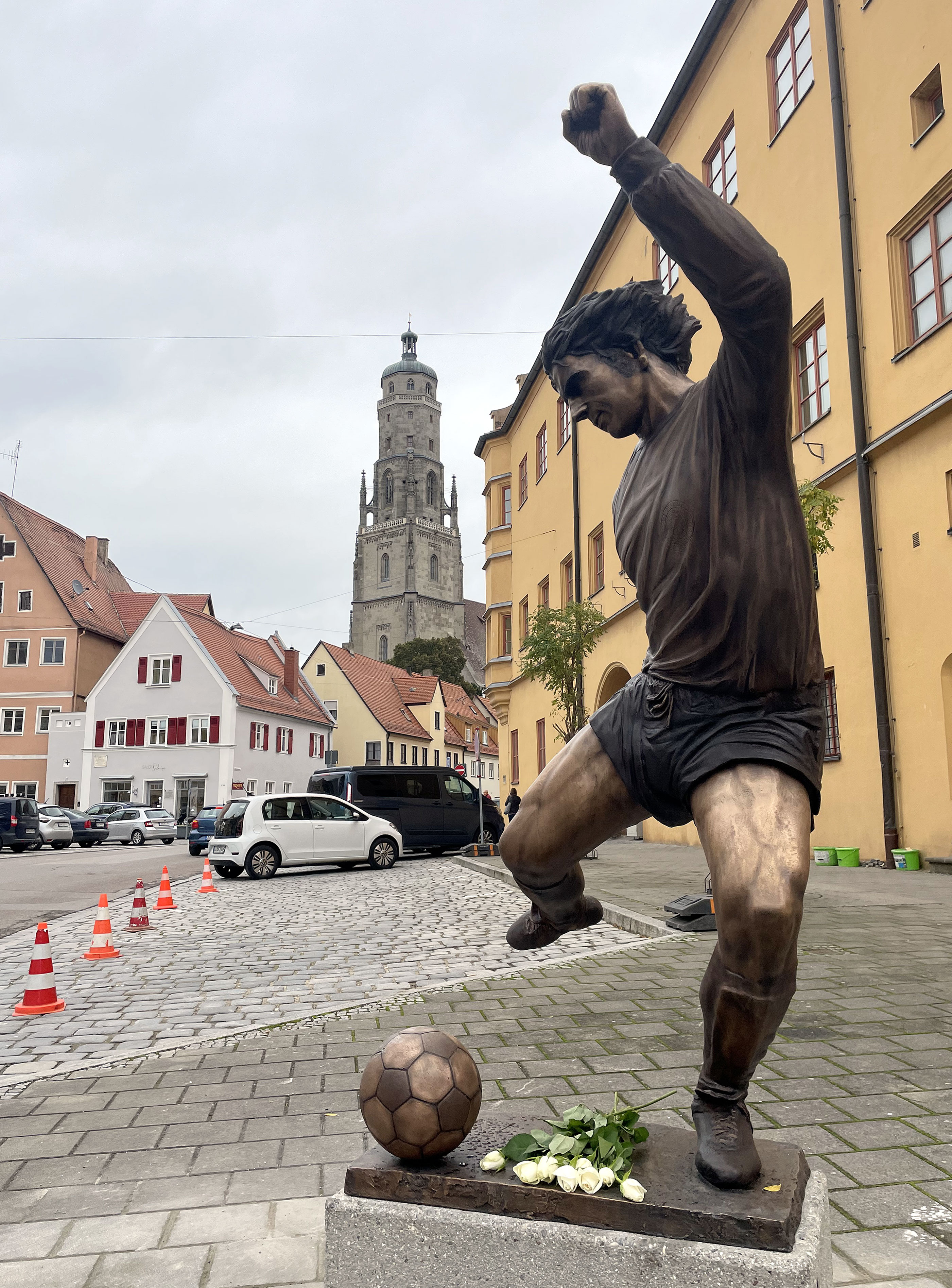
Statue für Gerd Müller in Nördlingen

### Bis 1800
- Heinrich von Nördlingen (um 1310 – wohl nach 1356), Mystiker
- Friedrich Herlin (um 1430 – um 1500), Maler der Spätgotik
- Bartholomäus Zeitblom (um 1455 – um 1518), Maler der Spätgotik
- Paul Ziegler (1471–1541), Bischof von Chur
- Kaspar Kantz (1483–1544), lutherischer Theologe und Reformator
- Jerg Kugler (um 1485 – nach 1542), Maler der Spätgotik
- Melchior Fendt (1486–1564), Physiker und Mediziner
- Matthias Gerung (um 1500 – 1570), Maler und Holzschneider
- Johann Hermann (1527–1605), Mediziner
- Sebastian Röttinger (1537–1608), Bürgermeister und Hexenjäger
- Rebekka Lemp (um 1550–1590), Opfer der Hexenverfolgung
- Daniel Heider (1572–1647), Rechtshistoriker
- Caspar Augspurger (1576–1636), Drucker, Verleger und Buchhändler
- Johann Schmidt (1639–1689), Theologe, zeitweise Geistlicher in der Stadt, später Gastwirt
- Balthasar Geyder (1681–1767), Theologe und Autor
- Daniel Eberhart Dolp (1702–1771), Jurist und Bürgermeister
- Johann Friedrich von Tröltsch (1728–1793), Jurist in Augsburg
- Christian Gottfried Boeckh (1732–1792), Pädagoge und Theologe
- Georg Wilhelm Zapf (1747–1810), Historiker und Bibliograph
- Gottfried Karl von Orff (1755–1837), Mediziner und Leiter der Münchner Hebammenschule
- Daniel Eberhard Beyschlag (1759–1835), Lehrer und Bibliothekar
- Melchior Hartmann (1764–1827), Orientalist, Theologe und Hochschullehrer
- Friedrich Wilhelm Doppelmayr (1776–1845), Jurist, Zeichner, Lithograf, Maler und Politiker
- Johann Albrecht Kießling (1782–1831), Arzt in Livland
- Johann Michael Voltz (1784–1858), Graphiker und Maler
- Albrecht Adam (1786–1862), Schlachten-, Porträt- und Genremaler
- Heinrich Adam (1787–1862), Maler, Mitglied der Malerfamilie Adam aus Nördlingen
- Carl Heinrich Wenng (1787–1850), Maler, Zeichner, Lithograf und Kartograf
- Carl Friedrich Nopitsch (1793–1838), Arzt, Gerichtsmediziner und Bibliograf
- Friedrich Daniel Erhard (1800–1879), Sanitätsarzt, Gerichtsmediziner und Hochschullehrer

### 19. Jahrhundert
- Johannes Kähn (1810–1874), Tierarzt und Dichter
- Friedrich Voltz (1817–1886), Maler
- Oskar von Stobäus (1830–1914), nationalliberaler Bürgermeister von Lindau und Regensburg
- Rudolph Kündinger (1832–1913), Pianist, Komponist und Musikpädagoge
- Hugo de Senger (1835–1892), Komponist, Dirigent und Musikpädagoge
- Robert Beyschlag (1838–1903), Genremaler der Münchener Schule
- Max Koppel (1840–1917), Bildhauer und Steinmetz
- Rudolf Boehm (1844–1926), Mediziner und Pharmakologe
- Alexander von Schneider (1845–1909), 1896 bis 1909 Oberkonsistorialpräsident der Evangelisch-Lutherischen Kirche in Bayern
- Gottfried von Böhm (1845–1926), bayerischer Staatsrat, Ministerresident und Dichter
- Oscar Beck (1850–1924), Verleger
- Johannes Haußleiter (1851–1928), Theologe
- Gustav Hauser (1856–1935), Pathologe und Bakteriologe
- Ludwig Ebermayer (1858–1933), Jurist, Reichsgerichtsrat, Oberreichsanwalt
- Robert Rehlen (1859–1941), Architekt und Baubeamter
- Gustav Rohmer (1868–1946), Regierungspräsident der Bezirksregierung von Mittelfranken
- Karl Söldner (1871–1946), Architekt
- Else Model (1871–1953), Schriftstellerin
- Georg Meyer (1872–1950), Politiker, Mitglied des Bayerischen Landtags
- Friedrich Stählin (1874–1936), Klassischer Archäologe, Philologe und Gymnasiallehrer
- Ernst Wüst (1875–1959), Philologe
- Ernst Frickhinger (1876–1940), Pharmazierat und Vorgeschichtsforscher
- Hermann Edler von Gäßler (1876–1960), Regierungsvizepräsident von Niederbayern und der Oberpfalz
- Albert Wiedemann (1880–1952), Politiker der Weimarer Republik (DVP, DNVP)
- Friedrich Döbig (1887–1970), Senatspräsident am Reichsgericht und am Oberlandesgericht Nürnberg
- Heinrich Beck (1889–1973), Verleger, Inhaber des Beck-Verlages
- Hans Walther Frickhinger (1889–1955), Zoologe und naturwissenschaftlicher Schriftsteller
- Helmut Kern (1892–1941), evangelischer Pfarrer, Vorsitzender der Arbeitsgemeinschaft deutscher Volksmissionare
- Hans Rollwagen (1892–1992), Politiker, Oberbürgermeister von Bayreuth
- Resi Weglein (1894–1977), Unternehmergattin, Krankenschwester in Theresienstadt
- Lilli Zapf (1896–1982), Erforscherin der Schicksale der Tübinger Juden
- Georg Freiherr von und zu Franckenstein (1898–1965), Politiker (CSU)
- Hans Lorenz (1900–1975), Straßenbauingenieur, bedeutender Autobahnpionier und Trassierungspezialist

### 20. Jahrhundert

#### 1901 bis 1950
- Otto Förschner (1902–1946), SS-Sturmbannführer und Lagerkommandant des KZ Dora-Mittelbau; in Landsberg hingerichtet
- Georg Weidenbacher (1905–1984), Maler
- Eugen C. Hahn (1907–1990), Fabrikant und Stiftungsgründer
- Hermann Schwarz (1908–1995), Wissenschaftler und Industrieller
- Ernst Eisenmann (1910–2002), Orthopädiemechaniker und Facharzt für Rehabilitation und Physikalische Therapie in Israel (emigriert 1935)
- Heinrich Geuser (1910–1996), Klarinettist und Hochschullehrer
- Hans Haffner (1912–1977), Astronom
- Hermann Keßler (1914–2003), Oberbürgermeister (CSU) und Oberstudienrat
- Max Meyr (1915–nach 1945), SS-Obersturmführer
- Gunthar Lehner (1918–2014), Journalist und Hörfunkdirektor
- Werner Buckel (1920–2003), Physiker
- Friedrich Bschor (1921–2001), Rechtsmediziner
- Heinrich Beck (1929–2019), Philologe und Mediävist
- Josef Theodor Groiss (1933–2019), Geologe, Paläontologe und Mikropaläontologe
- Paul Kling (* 1936), Oberbürgermeister (CSU) von 1982 bis 2006
- Wolfgang Lippert (1937–2018), Botaniker
- Hermann Haisch (1938–2019), Kommunalpolitiker (CSU) und Landrat des Landkreises Unterallgäu
- Kurt Holl (1938–2015), Pädagoge und Bürgerrechtler
- Dieter Heckel (1938–2016), Politiker (CSU)
- Tita Giese (* 1942), Künstlerin
- Herbert Jaumann (* 1945), Literaturwissenschaftler
- Gerhard („Gerd“) Müller (1945–2021), als „Bomber der Nation“ bekannter Fußballspieler und Fußballweltmeister 1974
- Hans Hartmut Karg (* 1947), Erziehungswissenschaftler und Dichter
- Klaus Dauderstädt (* 1948), Bundesvorsitzender des DBB Beamtenbund und Tarifunion
- Hermann Faul (* 1949), Oberbürgermeister (PWG) von 2006 bis 2020
- Friedrich Hauck (* 1950), Jurist und Vorsitzender Richter am Bundesarbeitsgericht

#### 1951 bis 2000
- Dieter Häussinger (* 1951), Internist und Hochschullehrer
- Erich Pfefferlen (* 1952), Schriftsteller, Herausgeber, Dichter und Pädagoge
- Helmut Kiene (* 1952), Arzt, Wissenschaftler und Anthroposoph
- Anton Meyer (* 1955), Wirtschaftswissenschaftler und Professor für Betriebswirtschaftslehre
- Michael Kemmer (* 1957), Vorstandsvorsitzender der BayernLB
- Gabriele Fograscher (* 1957), Politikerin (SPD)
- Norbert Otto Eke (* 1958), Germanist und Hochschullehrer
- Rudolf Fiedler (* 1958), Wirtschaftswissenschaftler und Hochschullehrer für Controlling und Projektmanagement
- Peter Andreas Popp (* 1958), Offizier und Historiker
- Sabine Haubitz (1959–2014), Kunstfotografin
- Helmuth Zäh (* 1959), Philologe
- Michael Paul (* 1959), Politikwissenschaftler
- Volker Pellet (* 1961), Diplomat
- Gerhard Jilka (* 1961), Schauspieler, Sänger, Theaterregisseur und Synchronsprecher
- Ulrike Bahr (* 1964), Politikerin (SPD), Mitglied des Deutschen Bundestages
- Werner Aisslinger (* 1964), Designer
- Sabine Ullmann (* 1964), Historikerin
- Regine Sondermann (* 1965), Autorin
- Erich F. Greiner (* 1965), Manager, Berater und Unternehmer
- Marko Kornmann (* 1966), Viszeralchirurg, Wissenschaftler und Hochschullehrer
- Christof Metzger (* 1968), Kunsthistoriker
- Jürgen Beck (* 1970), Neurochirurg
- Carsten Frank (* 1970), Filmschauspieler, Filmproduzent und Drehbuchautor
- Jörn Meiners (* 1973), Ju-Jutsuka, Weltmeister
- Jürgen Malbeck (* 1974), Basketball-Nationalspieler
- Thomas Dauser (* 1975), Journalist und Medienmanager
- Zlatko Trpkovski (* 1976), Musiker
- Tobias Linse (* 1979), Fußballspieler
- Karin Peters-Banon (* 1979), Literaturwissenschaftlerin und Professorin für Romanische Literatur- und Kulturwissenschaft
- Rolf Fliegauf (* 1980), Koch, mit zwei Sternen im Guide Michelin ausgezeichnet
- Marco Maurer (* 1980), Journalist
- Andreas Mayer (* 1980), Fußballspieler
- Daniel Elias Brenner (* 1981), Komponist
- Michael Lutz (* 1982), Fußballspieler
- David Wittner (* 1982), Oberbürgermeister von Nördlingen seit 2020
- Christoph Fürleger (* 1984), Schwimmer
- Dorothea Maria Müller (* 1985), Theaterschauspielerin
- Frank Kechele (* 1986), Rennfahrer
- Stefan Rieß (* 1988), Fußballspieler
- Elena Illeditsch (* 1990), Triathletin
- Judith Paus (* 1991), Schauspielerin
- Steffen Lang (* 1993), Fußballspieler
- Hakkı Yıldız (* 1995), türkisch-deutscher Fußballspieler
- Johanna Klug (* 1998), Basketballspielerin

## Persönlichkeiten, die in Nördlingen gewirkt haben

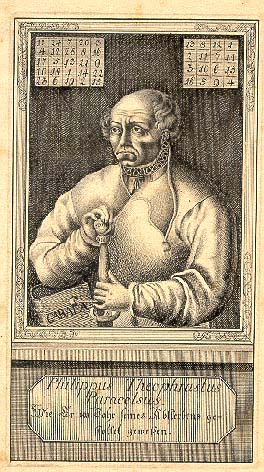
Paracelsus

- Nikolaus Rumel, Apotheker in Nördlingen von 1444 bis 1449, Verfasser der ersten Arzneitaxe der Stadt
- Hartmann Schedel (1440–1514), Verfasser der Schedelschen Weltchronik, praktizierte in Nördlingen als Arzt
- Ulrich Tengler (um 1440 – nach 1527), Nördlinger Stadtschreiber, später Landvogt in Höchstädt (Donau), Verfasser des Laienspiegels
- Bartholomäus Metlinger (nach 1440 – 1491/92), Stadtarzt in Nördlingen
- Hans Schäufelin (1480/85–1538/40), Maler, Grafiker, insbesondere Holzschneider und Buchillustrator der Dürerzeit
- Theobald Billicanus (1493–1554), Theologe und Reformator
- Kaspar Löner (1493–1546), Komponist und Reformator
- Theophrastus Bombastus von Hohenheim, genannt Paracelsus (1493–1541), Arzt, Alchemist, Mystiker, Laientheologe und Philosoph, verbrachte 1529/30 in Nördlingen und verfasste hier mehrere Werke
- Hieronymus Wolf (1516–1580), Humanist und Philologe
- Georg Seyfridt der Jüngere (≈1531–1566), Arzt, Seyfridt wirkte ab 1562 als Stadtarzt in Nördlingen
- Maria Holl (1549–1634), widerstand in den berüchtigten Hexenprozessen den Folterungen, brachte die „Unfehlbarkeit“ der Ankläger ins Wanken und leitete das Ende der Hexenprozesse ein
- Wilhelm Friedrich Lutz (1551–1597), Superintendent und früher Kritiker der Hexenprozesse
- Lukas Schultes (≈1593–1634), Buchdrucker, Zeitungsherausgeber und Verleger
- Paul Prescher (1628–1695), Orgelbauer
- Johann Caspar Schiller (1723–1796), Offizier und Hofgärtner des Herzogs von Württemberg, Vater Friedrich Schillers, lebte 1743–1745 in Nördlingen
- Wilhelm Ludwig Wekhrlin (1739–1792), Journalist und Schriftsteller der Aufklärung
- Karl Ludwig von Knebel (1744–1834), Übersetzer und Lyriker
- Christoph Nopitsch (1758–1824), Komponist, Stadtkantor
- Johann Philipp Beck (1766–1840), Hauptprediger und Pädagoge
- Wilhelm Hauff (1802–1827), Schriftsteller
- Sigmund Friedrich Loeffelholz von Colberg (1807–1874), Forstmann in Nördlingen von 1837 bis 1847
- Johann Matthias von Meyer (1814–1882), Geistlicher und Oberkonsistorialpräsident der Landeskirche in Bayern, war Stadtpfarrer sowie Subrektor der Lateinschule von Nördlingen
- Karl Brater (1819–1869), Redakteur und Politiker
- Ludwig Müller (1831–1910), Lehrer an der Lateinschule, Leiter der Stadtbibliothek (ab 1864) und des Stadtarchivs (ab 1867); 1872 an die Landes- und Universitätsbibliothek Straßburg berufen
- Friedrich Völklein (1880–1960), bayerischer Heimatdichter
- Ernst Niekisch (1889–1967), sozialistischer, nationalbolschewistischer Politiker und Schriftsteller, wuchs in Nördlingen auf
- Gustav Wulz (1899–1981), Nördlinger Stadtarchivar von 1932 bis 1964
- Karl Schlierf (1902–1990), Maler
- Fritz Hopf (1907–1999), Unternehmer, Mäzen und Stifter
- Hans Magnus Enzensberger (1929–2022), Schriftsteller, ging in Nördlingen zur Schule und legte hier das Abitur ab
- Dieter Adler (1936–2024), Sportjournalist, wuchs in Nördlingen auf und legte hier das Abitur ab
- Michael Scherbaum (1937–2021), Steinmetzmeister der St.-Georgs-Bauhütte
- Franz Greno (* 1948), Buchdrucker und Verleger
- Ursula Kocher (* 1968), Germanistin und Hochschullehrerin, ging in Nördlingen zur Schule und legte hier das Abitur ab